# Clan Divék
 (décembre 2023).
Si vous disposez d'ouvrages ou d'articles de référence ou si vous connaissez des sites web de qualité traitant du thème abordé ici, merci de compléter l'article en donnant les références utiles à sa vérifiabilité et en les liant à la section « Notes et références ».
Le clan Divék est le nom d'un ancien clan (nemzetség en hongrois ; gens en latin) de Haute-Hongrie.

## Histoire
Originaire de Haute-Hongrie, elle est signalée pour la première fois dans le comitat de  Trencsén en 1208 et 1210 puis dans ceux de Turóc, Nyitra et Bars. Le clan Divék est à l'origine des familles suivantes : Rudnay, Bossányi (dont est issue la famille Turcsányi), Majthényi (dont sont issues par adoption la famille Diweg-Pukanec et la famille Majthényi-Paczolay), Divéky, Újfalussy, Rudnyánszky,  Korossi, Besznák et Motesiczky. L'ancêtre commun est un dénommé Blasius de Diweg.